# Михаил Радославов
Михаил (Михал) Христов Радославов е български националреволюционер и възрожденски просветен деец.

## Биография
Михаил Радославов е роден през 1848 година в град Ловеч, Османската империя. Семейството е на учителя Христо Попович. Брат е на Васил Радославов и Юрдана Радославова. Образованието си завършва в Ловеч в 1867 година. Работи като учител в Габрово, Тетевен, Сопот, Ловеч, Шумен и Ески Джумая (Търговище). Един от основателите и председателите на Ескиджумайския частен революционен комитет (1872 – 1873). Арестуван е през април 1873 година и откаран в Русенския затвор. В началото на 1875 година е осъден за революционна дейност и заточен в Кония, Турция. Тук е учител в местното гръцко училище. Амнистиран е по силата на Санстефанския мирен договор между Русия и Османската империя и се завръща се в Ловеч. Съпруга му е сръбската учителка Ана Предич. Работи като адвокат, съдия, просветен служител в Ловеч до смъртта си през 1895 година.